# ستيفان فرانكوفسكي
ستيفان فرانكوفسكي (بالبولندية: Stefan Frankowski)‏ هو ضابط بولندي، ولد في 3 أبريل 1887 في Golovli ‏ في أوكرانيا، وتوفي في 25 سبتمبر 1940 في Bielawa ‏ في بولندا.